# Kepler-19d
Kepler-19d là một hành tinh ngoài Hệ mặt trời. Hành tinh này cách chúng ta khoảng 6911,253643 năm ánh sáng trong chòm sao Thiên Nga.